# Bibliotheksbestand
Der Bestand einer Bibliothek umfasst die Gesamtheit der in einer Bibliothek gesammelten Publikationen.

## Erschließung und Nutzung
Der Bibliotheksbestand ist in der Regel in einem Bibliothekskatalog verzeichnet und dadurch erschlossen. Man unterscheidet zwischen Formalerschließung und Sacherschließung. Anhand der so gewonnenen Metadaten lässt sich ermitteln, ob eine Bibliothek ein gesuchtes Werk besitzt und wo es sich befindet. Je nachdem, ob es sich um eine Ausleihbibliothek oder eine Präsenzbibliothek handelt, kann das Werk auch entliehen oder nur im Lesesaal genutzt werden.

## Bestandsformen
Grundsätzlich wird zwischen Magazinaufstellung und Freihandaufstellung unterschieden. Das Magazin ist ein Bereich, in den die Benutzer nicht ohne weiteres Zutritt haben, entweder gar nicht, nur mit Begleitung oder nur aufgrund einer speziell dafür einzuholenden förmlichen Erlaubnis. Das Lagern bzw. Aufstellen von Medien in einem Magazin nennt man Magazinaufstellung. Medien, die im öffentlichen Bereich so aufgestellt sind, dass der Benutzer sie selbst entnehmen kann und darf, werden als Freihandaufstellung bezeichnet. Diese Unterscheidung bezieht sich nicht auf den Unterschied zwischen Präsenz- und Ausleihbibliothek, denn es kommt vor, dass aus dem Magazin ausgeliehen werden kann und dass bestimmte Medien aus der Freihandaufstellung nicht ausgeliehen werden können, z. B. Telefon- und Adressbücher sowie diverse Apparate.

### Apparate
„Apparate“ sind kleinere Sammlungen von Medien, die einem sehr engen Benutzerkreis oder auch nur einer Person zur Verfügung stehen. Handapparate stehen in der Regel nur einer Person für ihre Arbeit in der Bibliothek zur Verfügung. Das kann ein Bibliothekar in einer allgemeinen Bibliothek sein oder ein Doktorand in einer wissenschaftlichen Bibliothek. Ein Oberstufenapparat ist eine Zusammenstellung von Lehrbüchern für die gymnasiale Oberstufe, die in Form der Freihandaufstellung eine kleine Präsenzbibliothek in der allgemeinen Bibliothek darstellt, dort eine räumliche Abteilung füllt und die häufiger genutzten Medien mehrfach vorhält. Im universitären Bereich nennt man es entsprechend einen Semesterapparat. Dies ist ein Präsenzbestand einer Hochschulbibliothek, in dem ein Dozent gesondert Medien passend zu seinen Lehrveranstaltungen an einem Ort aufstellt. Seit 2018 dürfen durch die Inkrafttretens des Urheberrechts-Wissensgesellschafts-Gesetz 15 % (vorher 12 %) eines Werkes durch Apparate zugänglich gemacht werden. Das vollständige Werk darf zur Verfügung gestellt werden, wenn es sich um vergriffene Werke, Beiträge in Fach- oder wissenschaftlichen Zeitschriften oder Werke geringen Umfangs handelt. In Deutschland ermöglichte dies bis 2018 § 52a UrhG, der durch § 60a UrhG abgelöst und in seiner Handhabe deutlich konkretisiert wurde.
Ein wissenschaftlicher Handapparat ist eine vorübergehende Zusammenstellung von Medien aus einer wissenschaftlichen Bibliothek zu einem bestimmten Thema an einem Ort. Wenn es die grundlegende Literatur zu einer aktuellen Lehrveranstaltung ist, heißt es auch Seminarapparat. Oft können Diplomanden, Doktoranden oder Studierende, die mit umfangreicheren Arbeiten beschäftigt sind, eigene Handapparate beantragen. Die Medien in den temporären, persönlichen Handapparaten gelten im Prinzip als ausgeliehen, auch wenn sie praktisch eine kleine Präsenzbibliothek darstellen und ihr Standort im Bibliothekskatalog oder durch einen Verweis im Regal auf den temporären Standort des Apparats vermerkt ist. Andere Nutzer können u. U. die Ausleihe beantragen oder die Einsicht innerhalb der Bibliothek.
Die elektronische Version von Handapparaten (englisch: E-Reserve) gewinnt an Bedeutung. Die für eine Veranstaltung benötigte Fachliteratur (Artikel und Buchauszüge) wird gescannt und auf einem Server, der oft von der Universitätsbibliothek betrieben wird, abgelegt und passwortgeschützt. Diese Materialien dürfen mit der Einführung von § 60a UrhG in der elektronischen Version von Handapparaten ebenfalls zu maximal 15 % zur Verfügung gestellt werden. Zusätzlich dürfen die Materialien auch an Angehörige der gleichen Bildungseinrichtung weitergegeben werden. Auch hier gelten die Ausnahmen bezüglich vergriffener Werke, Beiträge in Fach- oder Wissenschaftlichen Zeitschriften oder für Werke geringen Umfangs. Die Vergütungspflicht gilt nur bei öffentlicher Zugänglichmachung, bei der Wiedergabe in einer Lehrveranstaltung entfällt diese.

### Bestände, Bibliotheken und Apparate
Die Medien im Zeitschriftenlesesaal sind ein Teil des Freihand-Präsenzbestands und werden Lesesaalbestand genannt. An Stelle von -Bestand wird eine bestimmte Untermenge des Bestands auch -Bibliothek genannt. Z. B. wird ein Teil des Freihandbestands auch Handbibliothek genannt und entspricht dem Freihand-Präsenzbestand, der also nur im Lesesaal genutzt werden kann und nicht verliehen wird. Auch für -Apparat wird mancherorts -Bibliothek gesagt. Bibliothek kann also für die gesamte Institution stehen, für eine Filiale oder für eine räumlich oder thematisch abgegrenzte Abteilung in einer Filiale. Zu einem Handapparat gehört i. d. R auch eine abgegrenzte Räumlichkeit, das Büro eines Bibliothekars oder die Klause eines Studierenden bzw. Wissenschaftlers.
Den überwiegenden Teil einer öffentlichen Bibliothek macht der Freihand-Ausleihbestand aus bzw. die Freihand-Ausleihbibliothek.

## Medien in Bibliotheken
Der Bestand einer Bibliothek setzt sich aus verschiedenen Publikationsformen zusammen, wobei die Printmedien, vor allem Bücher in der Regel den größten Anteil ausmachen.
Einige Spezialbibliotheken sammeln gezielt bestimmte
Medienarten (z. B. Filmbibliotheken und Hörbüchereien).
In einer virtuellen Bibliothek werden oftmals keine eigenen Medien gesammelt, sondern lediglich Verweise auf Netzpublikationen. Gelegentlich werden die Medien dennoch zur Langzeitarchivierung oder mittels Caching
vorgehalten.